# Tirà fumat
El tirà fumat (Myiotheretes fumigatus) és un ocell de la família dels tirànids (Tyrannidae).

## Hàbitat i distribució
Habita vessants amb arbusus, boscos oberts i àrees empantanegades de les muntanyes des de Colòmbia i oest de Veneçuela, cap al sud, a través dels Andes de l'Equador fins Perú.